# Roman Kwaśny
Roman Kwaśny – polski przedsiębiorca, właściciel przedsiębiorstwa budowlanego Instalbud, jednej z największych polskich firm w branży budowlanej na początku lat 90. XX wieku. Pochodzi z Bielska-Białej. W 1990 roku zajął 8. miejsce na liście 100 najbogatszych Polaków tygodnika „Wprost”, w 1991 był 33., a w 1992 - 65. Był znany z prywatnej awionetki oraz luksusowych samochodów, został nazwany Kolumbem Podbeskidzia. Wskutek nietrafionych inwestycji firma zaczęła podupadać. W 1996 roku Kwaśny złożył wniosek o upadłość, a sprawa trafiła do sądu. 